# Acilio Severo
Acilio Severo  fue un político romano del siglo IV, miembro de la gens Acilia.

## Carrera pública
Severo era quizá originario de Hispania. Fue cónsul en el año 323 y ostentó la prefectura de la Ciudad entre los años 325 y 326. Fue de los primeros aristócratas en convertirse al Cristianismo.